# كريستوفر ديلون كوين
كريستوفر ديلون كوين (بالإنجليزية: Christopher Dillon Quinn)‏ هو مخرج أمريكي، ولد في 1965.

## وصلات خارجية
- كريستوفر ديلون كوين على موقع IMDb (الإنجليزية)
- كريستوفر ديلون كوين على موقع أول موفي (الإنجليزية)
- كريستوفر ديلون كوين على موقع قاعدة بيانات الفيلم (الإنجليزية)
- كريستوفر ديلون كوين على موقع كينوبويسك (الروسية)